# Tessmannia korupensis
Espèce
Tessmannia korupensis Burgt  est une espèce de plantes à fleurs de la famille des Fabaceae et du genre Tessmannia, selon la classification phylogénétique. C'est un arbre qui a été observé en 2008 dans le parc national de Korup au sud-ouest du Cameroun et décrit en 2016 par Xander van der Burgt.

## Description
Cet arbre peut mesurer jusqu'à 39 mètres.
Il se développe dans les forêts tropicales humides d'Afrique sur des sols bien drainés .